# 木村尚子
木村 尚子（きむら なおこ、1979年3月28日 - ）は、日本のデザイナー。mizuiro代表取締役。「おやさいクレヨン」の製作で注目され、安全で環境に優しい製品を提供することを重視し、親子向けの製品開発に力を注いでいる。シングルマザーとしても知られ、独身で育児とキャリアを両立させながら活躍している。青森県青森市出身。

## 経歴
1999年3月、S.K.K.情報ビジネス専門学校 マルチメディア科卒業。
青森市で生まれ育ち、デザインを学んだ後、デザイナーとしてのキャリアをスタートさせた。彼女は親子の時間を豊かにする製品のデザインに情熱を注ぎ、特に「おやさいクレヨン」で広く認知されることとなった。このクレヨンは、野菜由来の色素を使用し、安全性と環境への配慮を兼ね備えた製品である。

## 主な業績
木村が代表を務めるmizuiro株式会社は、2014年に「おやさいクレヨン」を発売し、注目を集めた。このクレヨンは、野菜由来の色素を使用し、合成着色料を一切使用せず、万が一口に入れても安心な素材で作られている。これにより、安全で環境に優しい製品として、親子に支持されている。

## 受賞歴
木村尚子の取り組みは、数々の賞で評価されている。主な受賞歴は以下の通り：
- 平成29年11月: 東北地方発明表彰「東北経済産業局長賞」
- 平成29年10月: TOPAWARDS ASIA 受賞
- 平成29年1月: 第23回東北ニュービジネス大賞「東北アントレプレナー大賞」
- 平成29年1月: OMOTENASHI Selection 2017 金賞
- 平成28年11月: 青森県いきいき男女共同参画社会づくり表彰「女性のチャレンジ賞」
- 平成28年7月: 21あおもりアワード創業部門 受賞
- 平成28年3月: ふるさと名品オブ・ザ・イヤー「地方創生賞」
- 平成27年11月: 環境省平成27年度循環型社会形成推進功労者賞
- 平成27年7月: 第9回キッズデザイン賞 受賞
- 平成27年5月: ベスト・オブ・トレたま 優秀賞受賞

## メディア出演歴
木村尚子は、おやさいクレヨンをはじめとする製品の魅力を紹介するため、さまざまなメディアに登場している。

### テレビ
- 2018年6月19日: テレビ東京「ガイアの夜明け」
- 2018年3月7日: テレビ東京「ゆうがたサテライト」
- 2018年1月3日: 毎日放送「ビバ！農業」
- 2017年6月29日: NHK「ひるまえほっと」
- 2017年5月5日: 日本テレビ「news every.」
- 2017年2月27日: フジテレビ「ノンストップ！」
- 2016年2月7日: TBSテレビ「ワザビト ～BRIDGE OF DREAMS～」
- 2015年12月16日: NHK「あさイチ」
- 2015年6月22日: TBSテレビ「あさチャン」
- 2015年2月26日: テレビ東京「ガイアの夜明け」

### 新聞
- 2018年3月19日: 「日経MJ」
- 2017年7月1日: 「讀賣新聞」
- 2016年2月21日: 「日経MJ」
- 2016年2月10日: 「毎日新聞」

### 雑誌
- 2018年6月29日: 『宣伝会議』2018年7月別冊
- 2018年5月11日: 1才2才のひよこクラブ2018年夏秋号
- 2018年4月7日: VERY2018年5月号
- 2018年2月26日: 日経ビジネス2018年2月26日号

## 社会貢献活動
木村尚子は、社会貢献活動にも積極的に取り組んでおり、特に「おやさいクレヨン」を活用した活動に力を入れている。

### 100人のおやさいクレヨン画Project
このプロジェクトは、全国の子どもたちが「おやさいクレヨン」を使って描いた作品を展示し、売上の一部をあしなが育英会を通じて支援が必要な子どもたちに寄付するものである。これまで、青森県立美術館での展覧会やシンガポールでの展示も行い、3000人以上の来場者があった。

### おやさいクレヨン ぬりえコンテスト
子どもたちの芸術活動支援を目的とし、「おやさいクレヨン」を使ったぬりえコンテストを開催。全国からの応募を受け、優秀作品を展示したり、受賞者に表彰を行ったりしている。これにより、アートを身近に感じる機会を提供している。

## OEM・共同開発情報
木村尚子の「おやさいクレヨン」は、企業とのOEM（相手先ブランドによる製造）や共同開発を通じても展開されている。
- ハウス食品グループ本社株式会社との共同開発： 「彩るスパイス時間 CRAYONS」を開発し、スパイス原料を活用したクレヨンを製造。Makuakeでの支援購入を経て、2021年に一般発売が開始された。
- イトーヨーカドーとの共同開発： 「顔が見える野菜。クレヨン」を販売。規格外の野菜やカットの切れ端を原材料として使用し、野菜生産者の想いを込めた製品を提供している。
- NASU FARM VILLAGEとの共同開発： 牧場で採れた人参を活用し、NASU FARM VILLAGE専用の「おやさいクレヨン」を製造。
- リマテック東北株式会社との共同開発： 岩手県産のりんごジュース加工の搾りかすを利用した「ATARAボタニカルクレヨン」を製造。

## デザイン哲学
木村尚子のデザイン哲学は、「自然とのつながり」と「親子の時間」を大切にすることに基づいている。彼女は、製品が単なる道具ではなく、親子の絆を深め、共に楽しむためのツールであるべきだと考えている。また、木村は「デザインの力で世界をより良くする」という信念を持ち、日々新しい製品を開発し続けている。

## 現在の活動
木村は現在もmizuiro株式会社の代表として、デザイン業務を中心に、親子向けの新しい製品開発に取り組んでいる。特に、環境に配慮した製品の展開を続け、製品を通じて自然とのつながりや、子供たちの創造力を育むことを目指している。